# Método ideográmico
El método ideográmico fue una técnica desarrollada por Ezra Pound que le permitía a la poesía trabajar con contenidos abstractos a través de imágenes concretas. Esta idea estaba basada en la lectura de Pound del trabajo de Ernest Fenollosa. 
Pound da una breve cuenta de ello en su libro The ABC of Reading (1934), donde explica su interpretación de los caracteres chinos, con el ejemplo del ideograma 'Este' (東) siendo esencialmente una superposición de los caracteres 'árbol' (木) y 'sol' (日); esto es, una imagen del sol enredada en las ramas de un árbol, sugiriendo un amanecer (que ocurre en el este). Él sugiere luego como, con un sistema donde los conceptos están construidos a partir de instancias concretas, el (abstracto) concepto de 'rojo' puede ser presentado juntando las (concretas) imágenes de:
| ROSA           | CEREZA   |
| HIERRO OXIDADO | FLAMENCO |

Esta fue una idea clave en el desarrollo del Imagismo.